# Holcaeus dendrolimi
Holcaeus dendrolimi är en stekelart som beskrevs av Matsumura 1926. Holcaeus dendrolimi ingår i släktet Holcaeus och familjen puppglanssteklar. Inga underarter finns listade i Catalogue of Life.